# Schweizer Truppen in lothringischen Diensten

Das Herzogtum Lothringen
im 18. Jahrhundert

Schweizer Truppen in lothringischen Diensten waren während knapp zwei Jahrhunderten als Leibgarde, mehrmals aufgelöst und immer wieder neu errichtet, für den persönlichen Schutz der Herzoge und ihrer Familie verantwortlich und folgten deren Aufstieg von Lothringen über das Grossherzogtum Toskana an den kaiserlichen Hof in Wien.
Herzog Karl III. von Lothringen rekrutierte 1581 in den katholischen Schweizer Kantonen zu seinem persönlichen Schutz vierzig Söldner für seine Schweizer Garde. Fünf Generationen später, nachdem Herzog Franz III. Stephan für seine Heirat 1736 mit Maria Theresia von Österreich auf das Herzogtum Lothringen und Bar verzichtet hatte und mit dem Grossherzogtum Toskana entschädigt worden war, zog diese Leibgarde 1737 mit ihm von Nancy nach Florenz. Sie begleitete Franz Stephan 1745 auch nach Frankfurt a/M zu seiner Krönung als Franz I., Kaiser des Heiligen Römischen Reiches deutscher Nation, und nach Wien. Dort versah sie den Wachtdienst in der Hofburg, bis sie 1767 durch den Sohn und Nachfolger des Kaisers, Joseph II., aufgelöst wurde.
Schweizer Truppen in fremden Diensten hiess der von Behörden der Schweizer Eidgenossenschaft mit Staatsverträgen geregelte Solddienst von geführten, ganzen Truppenkörpern im Ausland. Diese Verträge enthielten ein Kapitel, das die militärischen Angelegenheiten regelte: die sogenannte Kapitulation (oder Privatkapitulation, wenn einer der Vertragspartner ein privater Militärunternehmer war).

## Die Gründung 1581 während der französischen Religionskriege
Der katholische König Frankreichs, Heinrich II., besetzte 1552 das Herzogtum Lothringen und die Grenzbistümer Toul, Verdun, Metz und Cambrai. Er unterstützte damit zeitweise den Aufstand der protestantischen deutschen Fürsten gegen den katholischen Habsburger Karl V., Kaiser des Heiligen Römischen Reiches deutscher Nation.

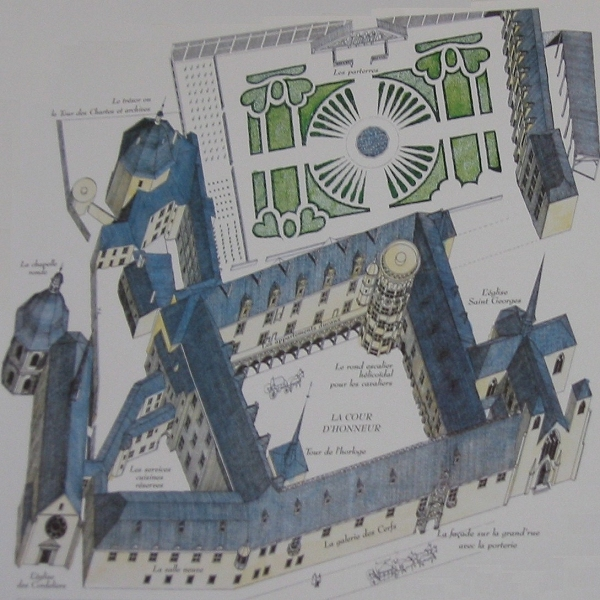
Herzogspalast in Nancy
16. Jahrhundert

Er nahm dabei den 9-jährigen Herzog Karl III. als Geisel und brachte ihn nach Paris an den Königshof. Karl war bereits 1545 im Alter von erst zwei(!) Jahren Nachfolger seines früh verstorbenen Vaters Franz I. zum Herzog von Lothringen und Mercoeur ernannt, wegen seiner Minderjährigkeit jedoch von seiner Mutter, Christina von Dänemark, in Regentschaft vertreten worden.
Sieben Jahre später, 1559, wurde der mit 16 Jahren nun volljährige Karl, nachdem er die 11-jährige Tochter von König Heinrich II., Claudia von Valois (körperlich durch Buckel und Klumpfuss behindert) geheiratet hatte, wieder als Herrscher über das Herzogtum Lothringen eingesetzt. Renward Cysat, der Luzerner Stadtschreiber, berichtet, dass er bereits damals über eine Leibgarde von Schweizer Söldnern verfügt habe, deren Hauptmann, der Luzerner Hans Jakob Göldlin, allerdings bereits 1565 gestorben sei.
Karl III. hielt sich lange, obwohl streng katholisch erzogen, in den französischen Religionskriegen neutral zurück. Er versuchte hingegen mehrmals, wie das schon seine Vorgänger in und nach den Burgunderkriegen getan hatten, als Bittsteller mit den Eidgenossen ein Bündnis zu schliessen, was regelmässig, letztmals 1583, von der Tagsatzung abgelehnt wurde. Der Einfluss Frankreichs und das Wirken seines Botschafters in der Schweiz waren ein zu grosses Hindernis.
1581 hatte der Herzog als Bittsteller Melchior von Rynach, Herr zu Bellemont und Montquentin, einen Nachfahren eines in den Sundgau emigrierten Schweizer Rittergeschlechts, nach Luzern, an den Vorort der katholischen Orte, vorgeschickt. Seine Anfrage für 40 Mann als Schweizer Garde nach dem Vorbild der französischen Hundertschweizer zum Schutze des Herzogs und dessen Familie hatte hingegen rasch das Einverständnis einer Mehrheit der katholischen Tagsatzungsabgeordneten (und sogar Frankreichs König!) gefunden.
| 40 Mann |
|         |
| Nancy   |

| 16 Mann |
|         |
| Köln    |

| 66 Mann        |
|                |
| Nancy          |
| 1 Leutnant     |
| 2 Wachtmeister |
| 60 Gardisten   |
| 1 Pfeifer      |
| 2 Tambouren    |

| 100 Mann       |
|                |
| Lunéville      |
| 1 Hauptmann    |
| 2 Leutnant     |
| 1 Fähnrich     |
| 3 Wachtmeister |
| 1 Schreiber    |
| 1 Fourier      |
| 1 Arzt         |
| 1 Profos       |
| 3 Tambouren    |
| 1 Pfeifer      |
| 4 Korporale    |
| 81 Gardisten   |

| 141 Mann       |
|                |
| Wien           |
| 1 Hauptmann    |
| 2 Leutnant     |
| 1 Fähnrich     |
| 3 Wachtmeister |
| 1 Schreiber    |
| 1 Fourier      |
| 1 Arzt         |
| 1 Profos       |
| 3 Tambouren    |
| 1 Pfeifer      |
| 5 Korporale    |
| 121 Gardisten  |

| 43 Mann        |
|                |
| Wien           |
| 1 Oberleutnant |
| 2 Wachtmeister |
| 3 Korporale    |
| 3 Spielleute   |
| 1 Fourier      |
| 1 Profos       |
| 32 Gardisten   |

| Herzogtum Lothringen und Bar | Grossherzogtum Lothringen-Toskana | Kaiser Franz I. Habsburg-Lothringen |
|                              |                                   |                                     |
| 1591–1737                    | 1738–1745                         | 1745–1767                           |

## Das Herzogtum Lothringen, französischer „Spielball“ zwischen allen Fronten bis 1736
1584 schloss sich Herzog Karl III. aber dann doch der katholischen Liga des Henri de Guise an, die den Sturz seines Schwagers Heinrich III. anstrebte. Dieser, der letzte französische König des Hauses Valois und kinderlos, wurde 1589 von einem fanatisierten jungen Dominikaner ermordet. Deutsche protestantische Söldner verwüsteten daraufhin, auf dem Weg zu den Truppen seines Nachfolgers und ersten Bourbonen, Heinrich IV., das Herzogtum Lothringen.
Was das Herzogtum Lothringen und Bar zwischen die Fronten der religiösen Kämpfe der Zeit und der Auseinandersetzungen Frankreichs mit Habsburg gerieten liess, war nicht nur des Herzogtums geografische Lage, die es zur Durchmarschregion werden liess oder seine bescheidene Grösse, die den mächtigen Ländern der Zeit wenig Respekt einzuflössen vermochte. Auch die internen Querelen und der wiederholte aussenpolitische Kurswechsel einiger seiner Herzöge trugen wesentlich das Ihre dazu bei.
1608, nach dem Tode des Herzogs Karl III., trat sein ältester Sohn Heinrich II. die Nachfolge an als Herzog von Lothringen und Bar. Obgleich ein fundamentalistischer Katholik, hatte er 1599 die überzeugte Calvinistin Catherine de Bourbon geheiratet – aus Gründen der Staatsraison. Der päpstliche Dispens liess lange auf sich warten und die unglückliche, kinderlose Ehe endete bereits nach 5 Jahren mit Catherines Tod.
Seine zweite Frau Margarita Gonzaga gebar ihm keinen Sohn, aber vier Töchter. Zwei davon verheiratete er mit den Söhnen seines jüngeren Bruders Franz II.: Nicole mit dem späteren Herzog Karl IV. und Claudia mit dessen jüngerem Bruder Nikolaus II. Franz.
Heinrich II. versuchte sich aus dem Dreissigjährigen Krieg herauszuhalten. Zur Sicherheit vor den fremden Truppendurchzügen verstärkte er mehrere seiner Festungen und ruinierte dadurch beinahe die lothringischen Staatsfinanzen.
Die Schweizer Garde verbrachte bei ihm eine relativ ruhige Zeit in Nancy.
Das änderte sich, als nach seinem Tod 1624 nicht, wie von ihm vorgesehen, seine Tochter Nicole seine Nachfolge übernahm, sondern die lothringischen Generalstände 1625 seinen jüngeren Bruder Franz II. als Herzog von Lothringen und Bar einsetzten. Dieser aber trat bereits fünf Tage darauf, nach der Begleichung seiner Schulden auf Staatskosten, zu Gunsten seines Sohnes Karl IV. zurück.

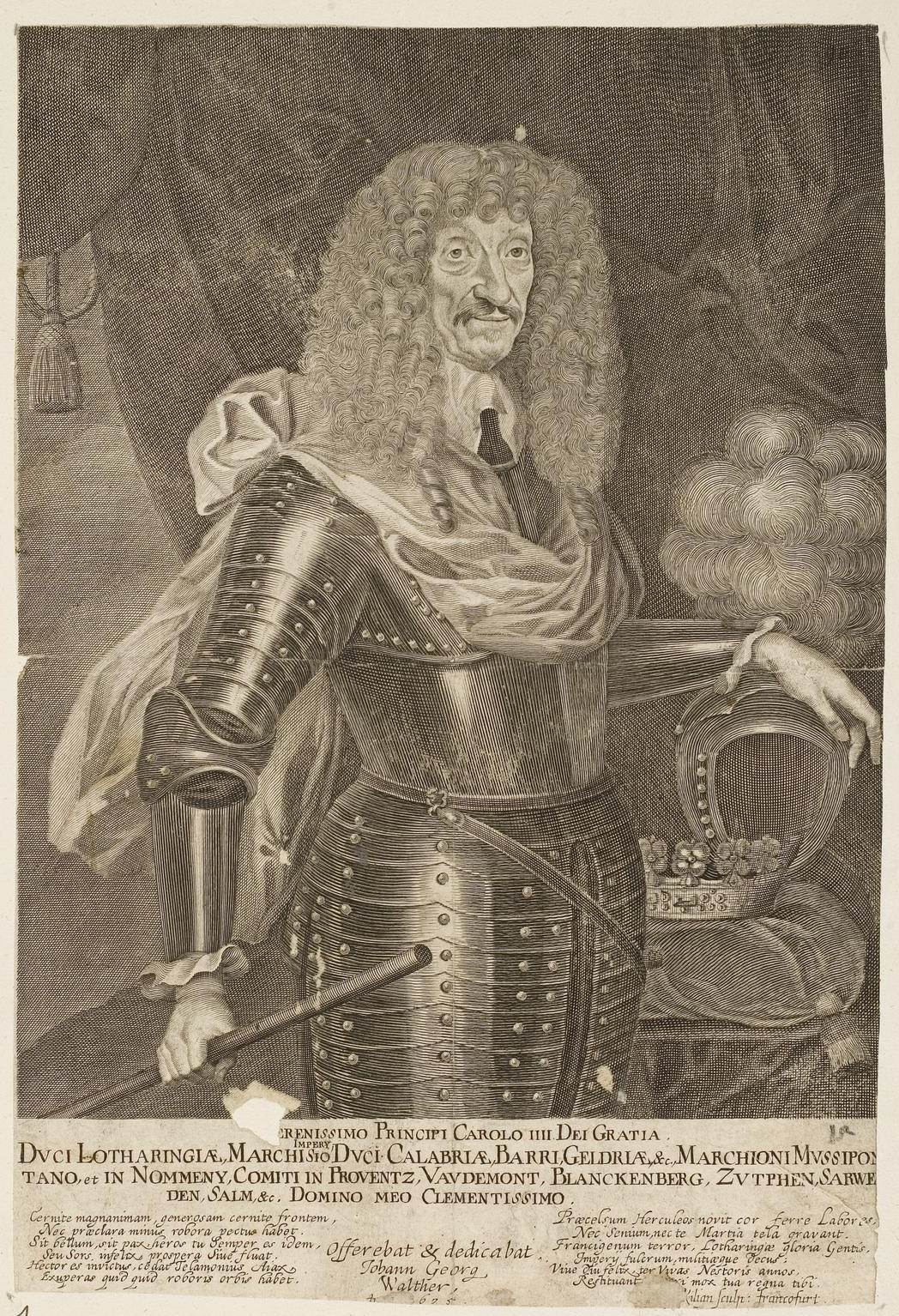
Herzog Karl IV. 1675

Herzog Karl IV., ein unsteter, kriegerischer Charakter, von manchen auch als Alptraum Richelieus bezeichnet, hielt sich nur selten in Lothringen auf und wechselte öfters die Seite. Obschon er im letzten Moment die Herzogswürde an seinen politisch unbelasteten Bruder Nikolaus II. Franz abgetreten hatte, führte seine Parteinahme für die antifranzösischen Kräfte 1634 zur Eroberung Lothringens durch Frankreichs Truppen. Der französische König regierte von da an bis ans Ende des 17. Jahrhunderts das Herzogtum mehr oder weniger offen in eigener Vollmacht oder zeitweise über eingesetzte Herzöge.
Die Schweizer Garde führte unter Karl IV. ein unstetes Leben. Ihr Dienst war geprägt durch häufige Standortwechsel, ausbleibende Entlöhnung, mangelhafte Ernährung, fehlende Versorgung und sogar gelegentliche Kampfeinsätze. Sie erfüllte ihren Auftrag lange getreulich, trotz stark schwankendem Bestand. Kurzzeitig war sie dann nicht mehr existent und wurde nach einem neuen Aufbau 1658 schliesslich aufgelöst.
Karl IV. wurde von Frankreich noch zwei Mal als Herzog über Lothringen eingesetzt. Unterbrochen wurde seine Regierungs- und militärische Führungszeit durch die Zeit seiner Gefangenschaft in Toledo (insgesamt fünf Jahre).
1664 wies der Rat in Luzern seinen Antrag zur Aushebung eines Regiments von 1'000 Mann ab, trotz des Versprechens des Herzogs, erst mal die Hälfte davon zu rekrutieren, die Truppe weder gegen Frankreich noch Spanien einzusetzen und Luzern das Rückrufsrecht im Bedarfsfall zu garantieren. Die finanziellen Forderungen der Ratsherren liessen sich nicht mit den herzoglichen Möglichkeiten in Einklang bringen. Auch drei Jahre später nicht, als Luzern bei einem erneuten Antrag Karls IV. gar die Wiedererrichtung der Schweizer Garde ablehnte. Immerhin gelang es Karl IV. wenigstens, die religiösen Gegensätze der Eidgenossen ausnützend, in Basel 120 Söldner als Besatzungen für seine verschiedenen Schlösser anzuwerben.
Es waren schliesslich die Nachkommen seines Bruders Nikolaus II. Franz, die Herzoge Karl V. (1675–1690) und dessen Sohn Leopold (1690–1729), die nach seinem Tod 1675 als Titularherzöge des Herzogtums Lothringen unter französischer Besatzung in kaiserlichem Dienst von allen europäischen Mächten ausser Frankreich anerkannt waren. Erst Leopold gelang es, die 1654 bei der Gefangennahme von Karl IV. aufgelöste Schweizer Garde gegen Ende des Jahrhunderts wieder neu zu errichten.

## Die steile Karriere von Herzog Franz III. Stephan von Lothringen und Bar nach 1736
Franz Stephan, der 15-jährige Sohn Herzog Leopolds, wurde an den österreichischen Hof nach Wien zur Ausbildung geschickt und dort von Kaiser Karl VI. fast wie ein Sohn behandelt. Der Kaiser hatte keinen männlichen Nachwuchs und suchte deshalb von den mächtigsten Fürsten Europas die Zustimmung zu seiner Pragmatischen Sanktion zu erhalten, die seine Tochter Maria Theresia als Thronerbin vorsah.
Sechs Jahre später, 1729, nach dem Tode seines Vaters Leopold, kehrte Franz Stephan als Herzog von Lothringen und Bar nach Nancy zurück. Die zarten Bande des jungen lothringischen Herzogs zur habsburgischen Erzherzogin Maria Theresia sollten jedoch seinem Leben eine entscheidende Wendung geben. Sein Heiratswunsch wurde von Maria Theresia leidenschaftlich erwidert und kam seinem zukünftigen Schwiegervater Kaiser Karl VI. gelegen. Er wurde 1735 Bestandteil des Präliminarfriedens zum Frieden von Wien.

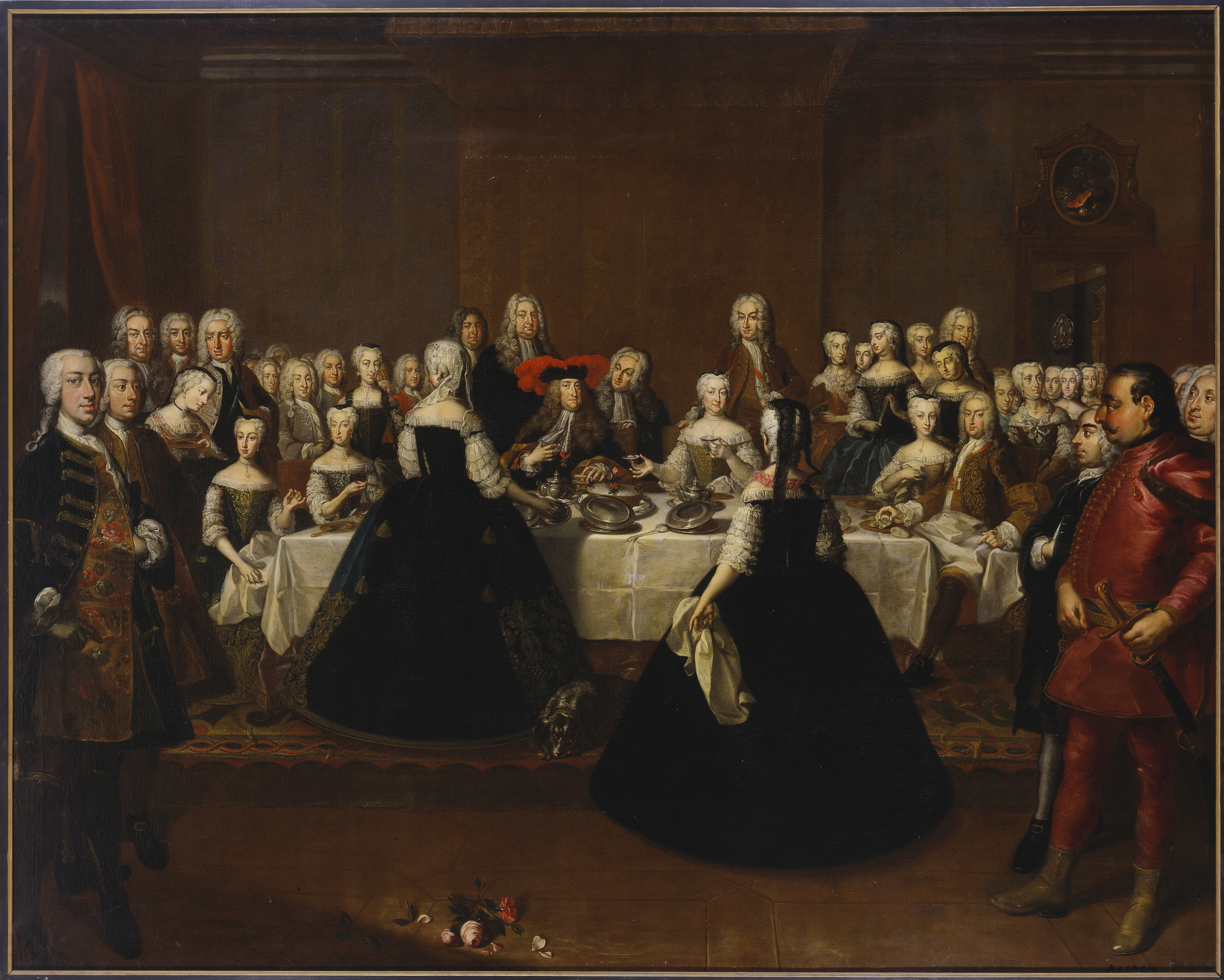
Franz Stephan und Maria Theresia beim Hochzeitsmahl 1736

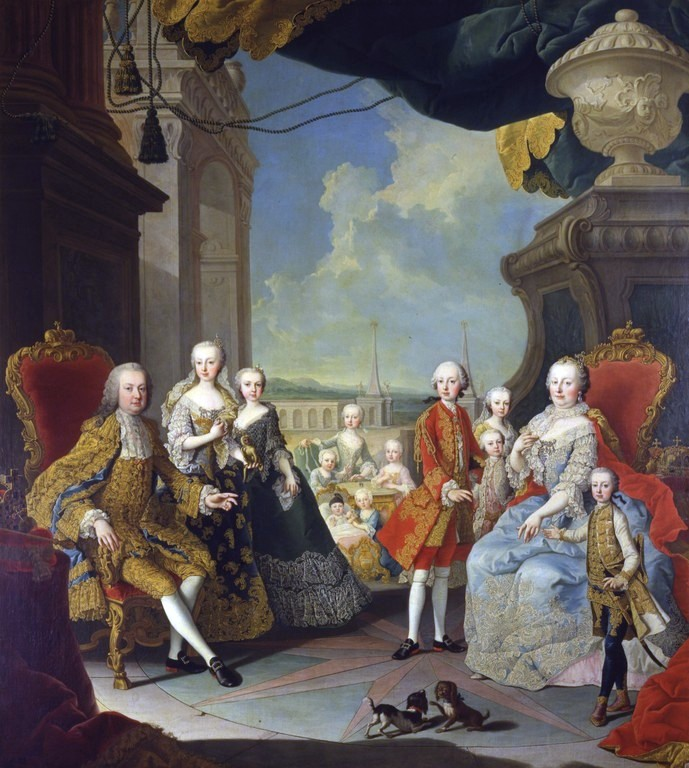
Die kaiserliche Familie 1754, rechts vorne Joseph (in Rot) und Leopold

Franz Stephan verzichtete darin auf das Herzogtum Lothringen und Bar zu Gunsten der Heirat mit Maria Theresia im Jahr 1736. Er erhielt als Apanage gleichzeitig die Anwartschaft auf das Grossherzogtum Toskana, das er ein Jahr später, nach dem Tod des letzten Medici, in habsburgischer Sekundogenitur übernahm. Ab 1739 lebte das Paar in Wien; das Grossherzogtum Toskana wurde von Beamten als eine seiner Finanzquellen verwaltet.
Als Karl VI. 1740 starb, ging der Kaiserthron an den kurbayrischen Wittelsbacher Karl VII. Franz Stephan, Grossherzog der Toskana, wurde zum Mitregenten von Maria Theresia. Als Erbtochter Karls VI., war sie nun Erzherzogin von Österreich sowie Königin von Ungarn und Böhmen und damit zur Herrscherin über die Habsburgischen Erblande geworden.
Damit nicht genug: Als bereits 1745 Karl VII. starb, wurde Franz Stephan in Frankfurt am Main zum Kaiser des Heiligen Römischen Reiches Deutscher Nation gekrönt. Er war also in nur neun Jahren vom einfachen Herzog zum mächtigsten Kaiser aufgestiegen – welch steile Karriere!
Als Stammvater des neuen, bis heute bestehenden Fürstenhauses Habsburg-Lothringen führte er als Kaiser Franz I. Stephan mit Maria Theresia eine glückliche Ehe. Von ihren sechzehn Kindern erreichten dreizehn das Erwachsenenalter. Später traten zwei seiner Söhne, Joseph II. und Leopold II., nacheinander in seine Nachfolge als Kaiser ein, und die Tochter Marie-Antoinette wurde Königin von Frankreich und die Tochter Maria Karolina von Österreich Königin von Neapel-Sizilien.
Mit wenig militärischem Talent gesegnet stand er im Österreichischen Erbfolgekrieg eher im Hintergrund. Aber als tüchtiger Finanzexperte sanierte er den kaiserlichen Staatshaushalt und begründete den habsburgisch-lothringischen Familienfonds, der bis zum Ende der Doppelmonarchie 1918 bestand.

## Das Ende der Schweizer Garde der Herzöge von Lothringen 1767 in Wien
Die Schweizer Garde begleitete Franz Stephan 1737 von Nancy nach Florenz und 1745 von da nach Wien. Sie nahm an seiner Kaiserkrönung in Frankfurt a/M teil und führte in Wien, im Schweizertrakt der Hofburg untergebracht, ein geruhsames Leben mit Wachtdienst und als Repräsentationstruppe bei Paraden und zu zeremoniellen Anlässen. Erst nach dem Tode von Kaiser Franz I. im Jahr 1765 wurde sie von seinem Sohn und Nachfolger Joseph II., einem Anhänger des aufklärerischen Absolutismus (Alles für das Volk, nichts durch das Volk!) mit reformorientiertem Geist, 1767 endgültig aufgelöst.
Maria Theresia setzte sich für die Weiterbeschäftigung oder Entschädigung der Entlassenen, ihrer Angehörigen und Hinterbliebenen ein. Als sie 1780 starb, wurden die noch laufenden Pensionen gekürzt, was in der Schweiz noch zu einigen diplomatischen Nachwehen mit Österreich führte.
Damit war das Kapitel der Schweizer Garde der lothringischen Herzöge aber endgültig zu Ende.

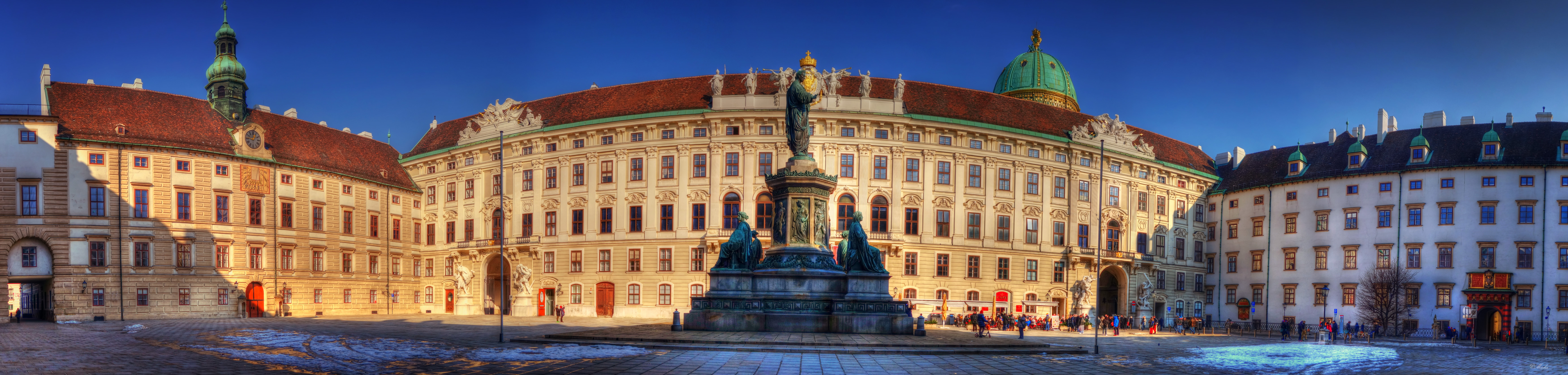
Wiener Hofburg mit Schweizertrakt, Schweizertor (ganz rechts) und Statue Kaiser Franz II. (Mitte)